# Ben Calvert
Pour les articles homonymes, voir Calvert.
Ben Calvert est un batteur britannique, principalement connu du grand public pour sa participation à une tournée et un album studio du groupe Killing Joke. Il participe, entre autres, aux concerts célébrant les 25 ans de production musicale du groupe à Londres en 2005, ainsi qu'à la tournée du groupe en première partie de Mötley Crüe.
Depuis 2006, Ben Calvert est le batteur du groupe britannique Malpractice, fondé par Adam F. Il joue également dans les groupes Kill II This, Dream of an Opium Eater (2007-2008) et Vex Red (1998-2002), et avec le DJ et producteur Calvin Harris.

## Discographie
- 1998 : démo sans titre pour Vex Red ;
- 1999 : Vex Red, Sleep Does Nothing for You (démo) ;
- 2002 : Vex Red, Start with a Strong and Persistant Desire ;
- 2005 : Killing Joke, XXV Gathering!: Let Us Prey (double album en concert) ;
- 2005 : Killing Joke, XXV Gathering!: The Band that Preys Together Stays Together (DVD-vidéo en concert) ;
- 2006 : Killing Joke, Hosannas from the Basements of Hell.